# Kosmisk avståndsstege
Den kosmiska avståndsstegen är inom astronomin den följd av metoder som astronomer använder för att bestämma avstånden till allt avlägsnare astronomiska objekt. 
Analogin med stegen har uppkommit därför att de astronomiska avstånden varierar från solsystemet och dess närhet till objekt på miljarder ljusårs avstånd, och att någon måttstock som klarar hela den skalan utan stora mätfel inte finns. Det saknas sätt att göra direkta mätningar annat än över förhållandevis små avstånd, men det finns olika indirekta metoder att mäta avstånden till allt avlägsnare objekt. Dessa behöver dock kalibreras mot objekt på mindre avstånd, där detta är känt. På så sätt byggs en användbar avståndsskala – avståndsstege upp successivt av stegpinnar, som får information från närmast föregående på lägre nivå.
I botten på skalan finns den astronomiska enheten (AU). Flera av de övriga nödvändiga stegen går ut på att använda så kallade "standardljuskällor". 
Några av de successiva stegen mot allt större avstånd är:
- stjärnors parallax
- jämförande placering av stjärnor på huvudserien i öppna stjärnhopar
- cepheider och novor
- vissa galaxer i galaxhopar
- supernovor av typ Ia
- Tully-Fisher-relationen
- rödförskjutning och Hubbles lag.

På längre avstånd, motsvarande rödförskjutningar större än z= 0.1, kompliceras bilden av att olika kosmologiska korrektioner måste utföras.